# Édouard Butin
Édouard Butin, né le 13 juin 1988 à Dole (Jura), est un footballeur français qui joue au poste d'attaquant.

## Biographie
Butin grandit et découvre le football à Dijon. Grâce à ses qualités, il rejoint les équipes de jeunes du Dijon FCO qui évolue alors en National où il reste deux années. Dans le cadre d'un partenariat entre les deux clubs, il rejoint le centre de formation du FC Sochaux. Il remporte la Coupe Gambardella avec l'équipe des moins de 19 ans de Sochaux en 2007. 
Il signe son premier contrat pro à l'été 2008 et fait ses débuts en Ligue 1 le 14 septembre 2008 au Stade Bonal en entrant à la 63e minute du match Sochaux-Lille. Il marque son premier but en Ligue 1 le 23 décembre 2009 à domicile contre Rennes à la 60e minute de jeu.
Il est appelé pour la première fois en équipe de France espoirs à l'occasion du Tournoi de Toulon en mai 2010.
Il marque le premier but sochalien de la saison 2010-2011, face à Arles-Avignon (2-1). Mais barré par l'efficace duo que forment Brown Ideye et Modibo Maïga, il ne jouera que très peu lors de cette saison (2 buts en 18 matchs).
En 2011-2012, Mécha Bazdarevic a remplacé Francis Gillot sur le banc sochalien. Il titularise régulièrement Édouard comme milieu latéral dans son 4-2-3-1, un système dans lequel il peut utiliser sa vitesse et son habilité balle au pied. Début mars, le FCSM est lanterne rouge de Ligue 1, Mécha Bazdarevic prend la porte, remplacé par Eric Hély, l’entraîneur de l'équipe réserve. Celui-ci connaît bien Édouard, et le fait évoluer à la pointe de l'attaque sochalienne et dès le premier match avec le nouvel entraîneur, Édouard inscrit un doublé contre Évian TG (victoire 3-2) le 10 mars et ouvre le score contre Nice la semaine suivante (victoire 2-0).
Le 24 mars, il est victime d'une rupture des ligaments croisés antérieurs du genou droit à la suite d'un choc avec Hugo Lloris. L'attaquant sochalien sera éloigné des terrains pour les six prochains mois. Il fait son retour le 14 janvier 2013 en remplaçant Sloan Privat à la 81e minute lors du Match FC Sochaux - Olympique de Marseille comptant pour la 20e journée de Ligue 1 2012-2013.
Le 20 juillet 2015, il s'engage pour 2 saisons au Valenciennes FC. Le 28 août 2015, il inscrit ses deux premiers buts sous ses nouvelles couleurs lors de la large victoire du VAFC contre le Red Star FC (1-5). Il se blesse en fin d'année et il rate toute la seconde moitié du championnat.
Le joueur retrouve le terrain du stade du Hainaut le 13 août 2016 contre Reims.
Le 30 juin 2017 il participe à son premier entraînement au Stade Brestois.
Il a été présenté officiellement à la presse brestoise le 17 juillet 2017.

## Statistiques
| Saison                | Club                   | Championnat           | Championnat | Championnat | Coupe nationale | Coupe nationale | Coupe de la Ligue | Coupe de la Ligue | Compétition(s) continentale(s) | Compétition(s) continentale(s) | Compétition(s) continentale(s) | Play-offs | Play-offs | Total | Total |
| Saison                | Club                   | Division              | M.          | B.          | M.              | B.              | M.                | B.                | Comp.                          | M.                             | B.                             | M.        | B.        | M.    | B.    |
| 2008-2009             | FC Sochaux-Montbéliard | Ligue 1               | 1           | 0           | 1               | 0               | -                 | -                 | -                              | -                              | -                              | -         | -         | 2     | 0     |
| 2009-2010             | FC Sochaux-Montbéliard | Ligue 1               | 21          | 1           | 3               | 0               | 1                 | 0                 | -                              | -                              | -                              | -         | -         | 25    | 1     |
| 2010-2011             | FC Sochaux-Montbéliard | Ligue 1               | 18          | 2           | -               | -               | 1                 | 0                 | -                              | -                              | -                              | -         | -         | 19    | 2     |
| 2011-2012             | FC Sochaux-Montbéliard | Ligue 1               | 25          | 6           | 1               | 0               | 1                 | 0                 | C3                             | 1                              | 0                              | -         | -         | 28    | 6     |
| 2012-2013             | FC Sochaux-Montbéliard | Ligue 1               | 6           | 1           | -               | -               | -                 | -                 | -                              | -                              | -                              | -         | -         | 6     | 1     |
| 2013-2014             | FC Sochaux-Montbéliard | Ligue 1               | 11          | 2           | 1               | 0               | -                 | -                 | -                              | -                              | -                              | -         | -         | 12    | 2     |
| 2014-2015             | FC Sochaux-Montbéliard | Ligue 2               | 33          | 5           | 1               | 0               | -                 | -                 | -                              | -                              | -                              | -         | -         | 34    | 5     |
| Sous-total            | Sous-total             | Sous-total            | 115         | 17          | 7               | 0               | 3                 | 0                 | -                              | 1                              | 0                              | -         | -         | 126   | 17    |
| 2015-2016             | Valenciennes FC        | Ligue 2               | 15          | 4           | 1               | 0               | 1                 | 0                 | -                              | -                              | -                              | -         | -         | 17    | 4     |
| 2016-2017             | Valenciennes FC        | Ligue 2               | 23          | 2           | 2               | 1               | -                 | -                 | -                              | -                              | -                              | -         | -         | 25    | 3     |
| Sous-total            | Sous-total             | Sous-total            | 38          | 6           | 3               | 1               | 1                 | 0                 | -                              | -                              | -                              | -         | -         | 42    | 7     |
| 2017-2018             | Stade brestois 29      | Ligue 2               | 36          | 6           | 2               | 0               | 1                 | 0                 | -                              | -                              | -                              | 1         | 0         | 40    | 6     |
| 2018-2019             | Stade brestois 29      | Ligue 2               | 27          | 3           | 2               | 1               | 2                 | 0                 | -                              | -                              | -                              | -         | -         | 31    | 4     |
| Sous-total            | Sous-total             | Sous-total            | 63          | 9           | 4               | 1               | 2                 | 0                 | -                              | -                              | -                              | 1         | 0         | 70    | 10    |
| 2019-2020             | US Orléans             | Ligue 2               | 5           | 0           | -               | -               | -                 | -                 | -                              | -                              | -                              | -         | -         | 5     | 0     |
| Total sur la carrière | Total sur la carrière  | Total sur la carrière | 219         | 32          | 14              | 2               | 7                 | 0                 | -                              | 1                              | 0                              | 1         | 0         | 242   | 34    |

## Palmarès
- Vainqueur de la Coupe Gambardella en 2007 avec le FC Sochaux